# Serhi Pichuhin
Serhi Viacheslavovych Pichuhin –en ucraniano, Сергій Вячеславович Пічугін; en ruso, Сергей Вячеславович Пичугин, Serguéi Viacheslavovich Pichuguin– (Kiev, URSS, 13 de marzo de 1961) es un deportista ucraniano que compitió en vela en la clase Soling.
Ganó cuatro medallas en el Campeonato Mundial de Soling entre los años 1998 y 2017, y nueve medallas en el Campeonato Europeo de Soling entre los años 1989 y 2017. Participó en tres Juegos Olímpicos de Verano, entre los años 1992 y 2000, ocupando el séptimo lugar en Atlanta 1996 en la clase Soling.

## Palmarés internacional
| \| Representando a la URSS \| \| \| \| \| Campeonato Europeo \| \| \| \| \| Año \| Lugar \| Medalla \| Clase \| \| 1989 \| Oslo (Noruega) \| Medalla de plata \| Soling \| \| Representando a Ucrania \| \| \| \| \| Campeonato Mundial \| \| \| \| \| Año \| Lugar \| Medalla \| Clase \| \| 1998 \| Milwaukee (Estados Unidos) \| Medalla de plata \| Soling \| \| 2000 \| Murcia (España) \| Medalla de plata \| Soling \| \| 2003 \| Balatonfüred (Hungría) \| Medalla de oro \| Soling \| \| 2017 \| Muiden (Países Bajos) \| Medalla de bronce \| Soling \| \| Campeonato Europeo \| \| \| \| \| Año \| Lugar \| Medalla \| Clase \| \| 1996 \| Balatón (Hungría) \| Medalla de oro \| Soling \| \| 1998 \| Izola (Eslovenia) \| Medalla de oro \| Soling \| \| 1999 \| Sandefjord (Noruega) \| Medalla de plata \| Soling \| \| 2000 \| La Rochelle (Francia) \| Medalla de bronce \| Soling \| \| 2006 \| Balatón (Hungría) \| Medalla de oro \| Soling \| \| 2013 \| Castiglione (Italia) \| Medalla de oro \| Soling \| \| 2015 \| Berlín (Alemania) \| Medalla de bronce \| Soling \| \| 2017 \| Riva del Garda (Italia) \| Medalla de bronce \| Soling \| |                            |                   |        |
| Representando a la URSS |                            |                   |        |
| Campeonato Europeo |                            |                   |        |
| Año | Lugar                      | Medalla           | Clase  |
| 1989 | Oslo (Noruega)             | Medalla de plata  | Soling |
| Representando a Ucrania |                            |                   |        |
| Campeonato Mundial |                            |                   |        |
| Año | Lugar                      | Medalla           | Clase  |
| 1998 | Milwaukee (Estados Unidos) | Medalla de plata  | Soling |
| 2000 | Murcia (España)            | Medalla de plata  | Soling |
| 2003 | Balatonfüred (Hungría)     | Medalla de oro    | Soling |
| 2017 | Muiden (Países Bajos)      | Medalla de bronce | Soling |
| Campeonato Europeo |                            |                   |        |
| Año | Lugar                      | Medalla           | Clase  |
| 1996 | Balatón (Hungría)          | Medalla de oro    | Soling |
| 1998 | Izola (Eslovenia)          | Medalla de oro    | Soling |
| 1999 | Sandefjord (Noruega)       | Medalla de plata  | Soling |
| 2000 | La Rochelle (Francia)      | Medalla de bronce | Soling |
| 2006 | Balatón (Hungría)          | Medalla de oro    | Soling |
| 2013 | Castiglione (Italia)       | Medalla de oro    | Soling |
| 2015 | Berlín (Alemania)          | Medalla de bronce | Soling |
| 2017 | Riva del Garda (Italia)    | Medalla de bronce | Soling |